# Setabis preciosa
Setabis preciosa is een vlindersoort uit de familie van de prachtvlinders (Riodinidae), onderfamilie Riodininae.
Setabis preciosa werd in 1929 beschreven door Stichel.